# 祥顺镇
祥顺镇是中国黑龙江省哈尔滨市通河县下辖的一个镇。